# Rastreador Brasileiro

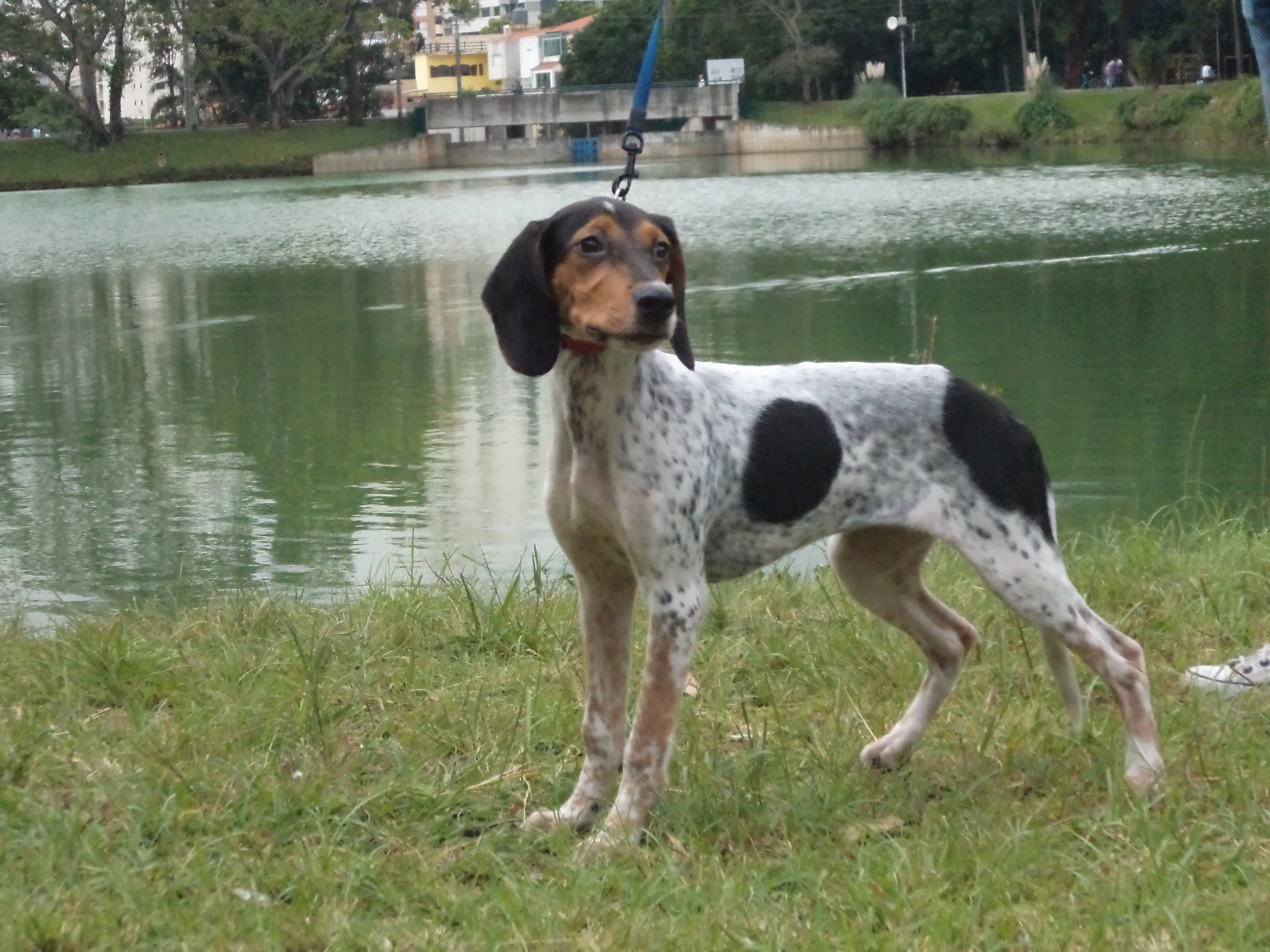
Rastreador Brasileiro

Il Rastreador Brasileiro (in inglese: Brazilian Tracker) è una grande razza di cane brasiliana, riconosciuta per la prima volta dalla Fédération Cynologique Internationale nel 1967, ma un'epidemia, aggravata da un'overdose di insetticida, spazzò via l'intero ceppo riproduttivo della razza.
La FCI e il Kennel Club brasiliano (Confederação Brasileira de Cinofilia) l'hanno poi dichiarato estinta nel 1973 e l'hanno rimossa.
Da allora, sono stati compiuti sforzi per ricreare la razza. Il Rastreador Brasileiro è un cane da caccia del tipo segugio. La razza è anche conosciuta con il nome di Urrador (per il suo grido di caccia) o Urrador Americano, in riferimento ai coonhound americani (USA).
Nel 2013, il Brazilian Kennel Club (CBKC) ha ufficialmente nuovamente riconosciuto la razza.